# سامانثا روبنسون
سامانثا روبنسون (بالإنجليزية: Samantha Robinson)‏ هي ممثلة بريطانية، ولدت في 25 مارس 1981 في ساوثبورت ‏ في المملكة المتحدة.

## وصلات خارجية
- سامانثا روبنسون على موقع IMDb (الإنجليزية)
- سامانثا روبنسون على موقع قاعدة بيانات الفيلم (الإنجليزية)